# 광천부령
광천부령 이신길(廣川副令 李信吉, 1606년 ∼ ?년)은 조선 중기의 왕족으로 덕흥대원군의 증손이며, 종실 연성수 이복령(蓮城守 李福齡)의 6남이다.

## 생애
조선 중기의 왕족으로 본관은 전주, 휘는 신길(信吉)이다. 덕흥대원군의 증손이며, 선조의 백형 하원군의 손자이다. 아버지는종실 연성수 이복령(蓮城守 李福齡)이고, 어머니는 광주인(廣州人) 이건(李建)의 딸로 광주 이씨(廣州 李氏) 백금(白今)이며, 부인은 순인 박씨(順人 朴氏)이다.
연성수의 6남으로 병오(丙午) 1606년(선조 39) 태어났다. 근절랑(謹節郞) 광천부령(廣川副令)에 봉작받고, 1617년(광해 9) 11월 25일 서궁 폐비 문제에 대한 상소를 논의할 때 여러 종실과 함께 의논드리길, “이와 같이 막중한 논의에 대하여 어찌 감히 이의를 제기하겠습니까. 온 나라의 공론을 따르기를 바랍니다.” 하였다.
1872년(고종 9) 12월 초2일 후사(後嗣)가 없어 고종의 명으로 선조의 9남 경창군 이주(慶昌君 李珘)의 손자이자 경창군의 6남 창흥군 이수(昌興君 李脩)의 3남 고릉군 이즙(高陵君 李濈)을 후사(後嗣)로 세웠으나 파양되었다.

## 가족 관계
- 아버지 : 연성수 이복령(蓮城守 李福齡)
- 어머니(계모) : 신인 안동권씨(愼人 安東權氏, 1575년 - 1657년), 안동인(安東人) 권응성(權應星)의 딸.
- 어머니(생모) : 광주 이씨(廣州 李氏), 이름은 백금(白今)이고, 광주인(廣州人) 이건(李建)의 딸.
- 부인 : 순인 박씨(順人 朴氏)